# Мучное восстание

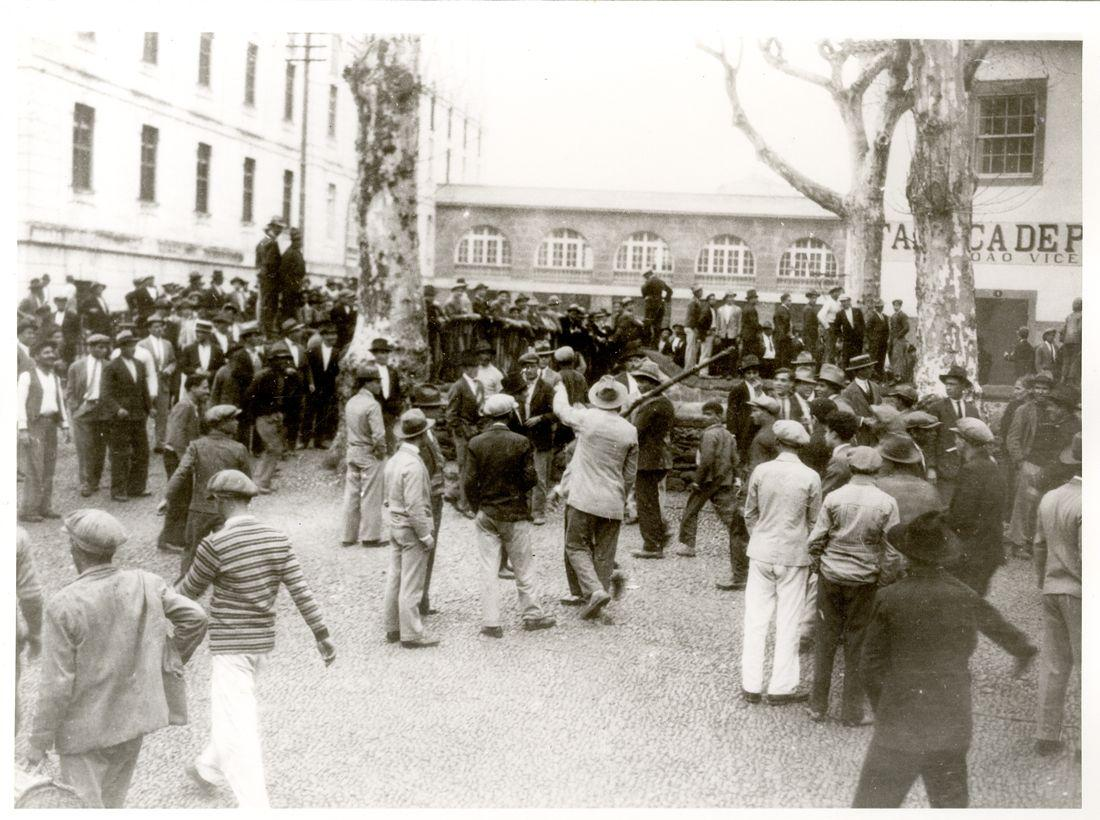
Протестующие в городе Фуншале (февраль 1931 года).

Мучное восстание (порт. Revolta da Farinha) — принятое в португальской историографии название одного из трёх народных восстаний, имевших место в 1930-е годы, в период правления в стране Антониу ди Салазара, на острове Мадейра. Восстание продолжалось с 4 по 9 февраля 1931 года и было вызвано установлением централизованного государственного контроля над импортом пшеницы и других зерновых культур.

## Ситуация в стране
Экономические последствия Великой депрессии, начавшейся в 1929 году, к началу 1930-х годов начали ощущаться в Португалии, хотя и в более мягкой форме, нежели в других странах. Экономические меры, предпринятые Салазаром в конце 1920-х годов, позволили если не оградить, то в некоторой степени отложить начало их воздействия на португальскую экономику. Тем не менее к 1931 году Португалия начала в полной мере ощущать последствия европейского валютного кризиса. Его влияние стало особенно заметным в банковском и обменном секторе, что привело к резкому ухудшению экономической ситуации в Португалии. К сокращению финансовых потоков, поступающих из Бразилии, добавилась девальвация фунта стерлингов, что вело к уменьшению процентных доходов от долевого участия в зарубежных ценных бумагах и депозитах. В Португалии также имел место рост безработицы, усугублённый сокращением эмиграции. Кроме того, наблюдалось снижение цен на товары, экспортируемые из португальских колоний, что существенно уменьшало доходы португальского государства. Подобная экономическая и социальная обстановка вынудила Салазара привести в действие пакет ограничительных экономических мер, которые нашли своё выражение в бюджете на 1931/1932 год, предусматривавшем сокращение расходов примерно на 7,8 %. Экономические меры, принятые тогдашним министерством финансов, касались не только государственного сектора. Такие же ограничения коснулись и частного сектора после принятия решения о консолидации отраслей производства.

## Ситуация в регионе
Экономика Мадейры не была застрахована от трудностей, испытываемых экономикой остальной части страны; напротив, здесь наличествовало множество конкретных региональных факторов, ухудшавших ситуацию, что вело среди населения к сгущению атмосферы недовольства экономической и социальной политикой Салазара. Кризис в экономике Мадейры отразился на традиционном экспорте. В наибольшей степени пострадали секторы, являвшиеся основой экономики: туризм, швейная и молочная промышленность. На финансовом уровне влияние кризиса было тяжёлым и привело к банкротству крупнейших мадейрских банкиров. К этой совокупности экономических и финансовых трудностей добавлялось широкое общественное недовольство, вызванное абсолютным и централизованным управлением со стороны Лиссабона. Большая часть мадейрского общества считала себя заброшенной и изолированной, систематически забываемой остальной частью страны. Это чувство маргинализации, возникшее ещё в 1920-е годы, к началу 1930-х годов значительно усилилось в свете сложившейся экономической и социальной ситуации.

## «Указ о голоде» и Мучное восстание

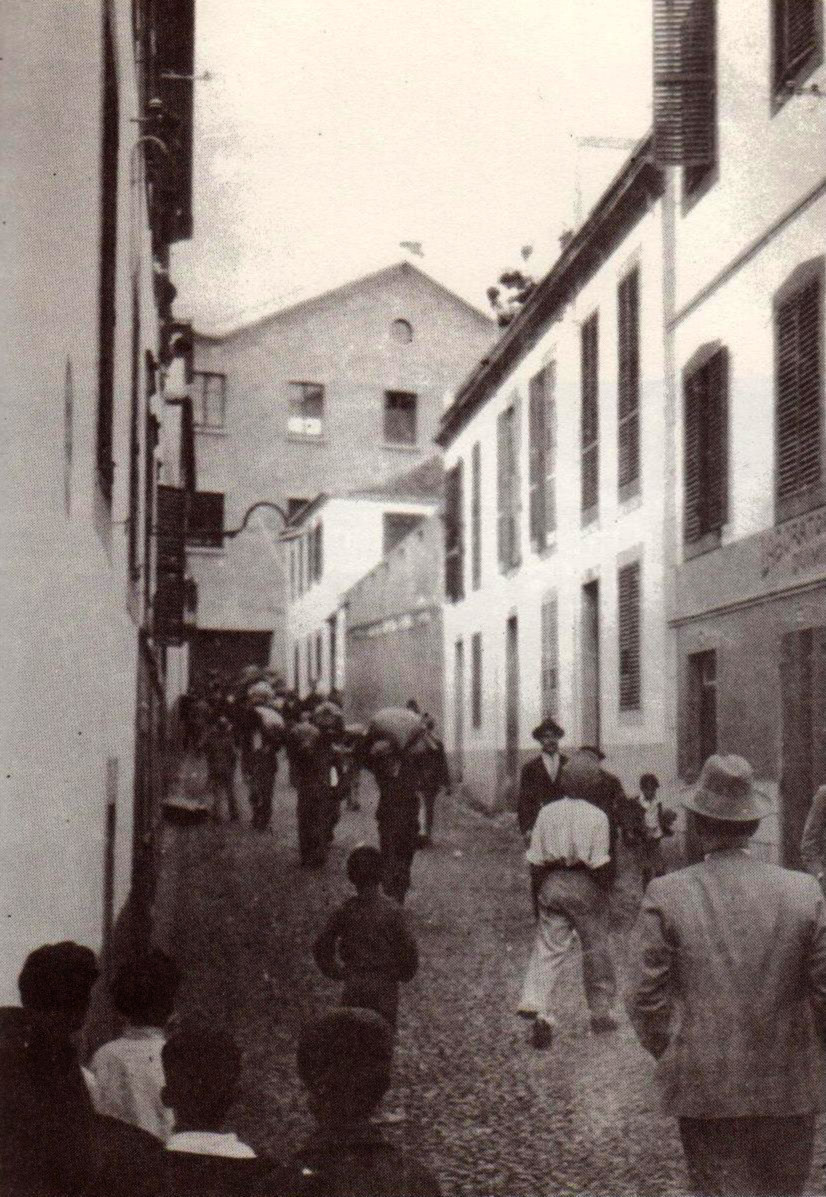
Восставшие несут мешки с мукой, похищенные из разграбленных ими мельниц.

26 января 1931 года правительство в своём официальном издании «Diário da República» опубликовало указ 19.273 (ставший затем известным в народе как «Указ о голоде» (порт. Decreto da Fome)), согласно которому свободный импорт пшеницы и муки запрещался и вводилась монополия, которая контролировалась группой владельцев мукомольных предприятий (moageiros). 
Практическим результатом введения этого указа стало почти полное приостановление импорта муки и, как следствие, резкое увеличение цен на хлеб. Новая политика в отношении торговли зерном привела к народному недовольству, которое вылилось в демонстрацию 29 января 1931 года. Негодование народа усилилось, когда 4 февраля 1931 года указ 19.273 был опубликован в местной (мадейрской) прессе, что привело к обнародованию его содержания. На следующий день гражданский губернатор Мадейры, полковник Жозе Мария ди Фрейтуш, в официальном донесении сообщал о неблагоприятных последствиях от указа. 
5 февраля 1931 года «бандиты» (как их впоследствии назвали) подняли восстание и начали беспорядки, последствия которых ощущались в основном в Фуншале. Указ 19.273 лишь спровоцировал выплеск скрытого народного недовольства, назревавшего в течение многих лет. Народное восстание привело к закрытию нескольких магазинов в разных районах Фуншала. 6 февраля началась забастовка портовых грузчиков, внёсшая свой вклад в дальнейшее ухудшение социального климата. Было разграблено и повреждено несколько мельниц, принадлежавших компании Companhia Insular de Moinhos. В результате народного восстания погибло пять человек, большое количество было ранено. Протестные акции недовольных охватили весь небольшой город и продолжались до 9 февраля 1931 года.
Центральное правительство приняло законодательное постановление, предписывавшее отправить на Мадейру войска (5-ю роту касадоров) во главе с полковником Сильвой Леалем, имевшую полномочия осуществлять аресты и депортации. Когда эти войска высадились на Мадейре, ситуация там уже вернулась в нормальное русло. Тем не менее в русле атмосферы репрессий и депортаций были начаты чистки, что с большим негативом воспринималось как населением, так и некоторыми военными. По иронии судьбы некоторая часть солдат этого полковника (в первую очередь лейтенант Мануэль Феррейра Камоэнс) 4 апреля того же года вместе с другими депортированными по политическим причинам возглавили очередное восстание, ставшее известным как Мадейрское восстание и приведшее к Восстанию 26 августа.